# Cibao Fútbol Club
El Cibao Fútbol Club es un equipo de fútbol profesional con sede en Santiago de los Caballeros, República Dominicana. Fue fundado el 8 de marzo de 2015. En la actualidad, el club participa en la Liga Dominicana de Fútbol, máxima categoría de ese deporte en el país.

## Historia
Fundado en 2014 como Cibao Fútbol Club por un grupo de empresarios de Santiago de los Caballeros, cuyo presidente es Manuel Estrella.
En 2014, se unió a la Pontificia Universidad Católica Madre y Maestra y a la Fundación ARMID para formar un equipo de reconocimiento mundial. La PUCMM aportó 26 187 metros cuadrados de terreno para la construcción del Estadio Cibao FC. La Fundación ARMID-Fundación Real Madrid utilizó estas instalaciones para establecer la primera Escuela de Tecnificación de la Fundación Real Madrid en América Latina, que se encargaría de ofrecer formación deportiva y académica a niños y adolescentes.
Es el primer equipo dominicano en la historia en obtener un título oficial internacional, al coronarse campeón del Campeonato de Clubes de la CFU 2017. Esta hazaña se consiguió en la isla caribeña de Trinidad y Tobago, al derrotar en la fase final al San Juan Jabloteh de ese mismo país con marcador de 1-0, gol marcado por el dominicano Richard Dabas al minuto 31. Cerró la ronda final del Torneo de Clubes del Caribe de ese año con un récord total de 4 partidos ganados, 2 partidos empatados y 0 partidos perdidos.
Tras lograr la hazaña de ser campeón del Caribe, se enfrentó al Guadalajara de México, contra el que perdió por un marcador global de 7-0.
Clasificó para la Liga Concacaf en 2020 por ser uno de los mejores clasificados en el Campeonato de Clubes del Caribe, pero su participación fue breve, ya que perdieron 3-0 contra el Alajuelense de Costa Rica.
En 2024, llegaron como subcampeones de la Copa Caribeña de la Concacaf siendo derrotados por el Cavalier de Jamaica en un global de 2-2 y por la regla del gol de visitante.  Y por ser segundos del torneo, lograron clasificar a la primera fase de la Copa de Campeones de la Concacaf 2025.

## Rivalidades
El Cibao FC ha ido forjando una gran rivalidad con el Club Atlético Pantoja, actualmente este enfrentamiento es considerado «El Clásico» de la Liga Dominicana de Fútbol. Esto se debe a que son los dos clubes que más títulos han ganado desde la profesionalización del fútbol en el país.
Otro importante rival es el Moca FC, estos dos equipos protagonizan el «Derbi Cibaeño». Dicho duelo se vive con gran pasión en la región del Cibao por parte de los seguidores de uno y otro club, y es considerado actualmente por muchos como el verdadero clásico del fútbol nacional. 

## Indumentaria
| Periodo       | Proveedor |
| ------------- | --------- |
| 2015-2023     | Adidas    |
| 2023-presente | Puma      |

## Palmarés

### Títulos nacionales
| Competición Nacional               | Títulos                      | Subtítulos |
| ---------------------------------- | ---------------------------- | ---------- |
| Liga Dominicana de Fútbol (5/2)    | 2018, 2021, 2022, 2023, 2024 | 2016, 2019 |
| Copa Dominicana de Fútbol (3/0)    | 2015, 2016, 2025             |            |
| Supercopa de Rep. Dominicana (0/1) |                              | 2020       |

### Títulos internacionales
| Competición internacional              | Títulos | Subtítulos |
| -------------------------------------- | ------- | ---------- |
| Copa Caribeña de Clubes Concacaf (1/2) | 2017    | 2022, 2024 |

## Participaciones internacionales
- Copa de Campeones de la Concacaf: 2 participaciones

Liga de Campeones de la Concacaf 2018 - Octavos de final (eliminado por Chivas de México)
Copa de Campeones de la Concacaf 2025 - Primera Ronda (eliminado por Chivas de México)
- Liga Concacaf: 2 participaciones

Liga Concacaf 2020 - Ronda preliminar (eliminado por el Alajuelense de Costa Rica)
Liga Concacaf 2022 - Octavos de final (eliminado por el Motagua de Honduras)
Con la ampliación de la Liga de Campeones de Concacaf a partir de la edición 2024, la edición 2022 de este torneo fue el último en celebrarse.
- Copa Caribeña de Clubes Concacaf: 5 participaciones

Campeonato de Clubes de la CFU 2017 - Campeón
Campeonato de Clubes de la CFU 2020 - 4.º (Torneo cancelado por pandemia)
Campeonato de Clubes de la CFU 2022 - Subcampeón
Copa Caribeña de la Concacaf 2023 - Fase de grupos 
Copa Caribeña de la Concacaf 2024 - Subcampeón

## Entrenadores
| Entrenador            | Período       |
| --------------------- | ------------- |
| Oliver Mendoza        | 2015 - 2017   |
| Albert Benaiges       | 2017 - 2018   |
| Joaquin Sánchez       | 2018          |
| Edward Acevedo        | 2018 - 2020   |
| Jorge Alfonso         | 2020 - 2023   |
| Gabriel Martinez Poch | 2023 - 2024   |
| Junior Scheldeur      | 2024-presente |